# Apolemichthys arcuatus
Apolemichthys arcuatus är en fiskart som först beskrevs av Gray, 1831.  Apolemichthys arcuatus ingår i släktet Apolemichthys och familjen Pomacanthidae. IUCN kategoriserar arten globalt som livskraftig. Inga underarter finns listade i Catalogue of Life.

## Bildgalleri

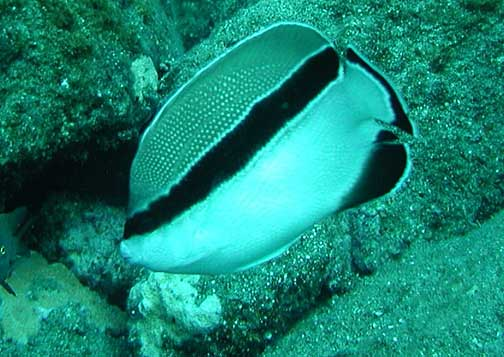
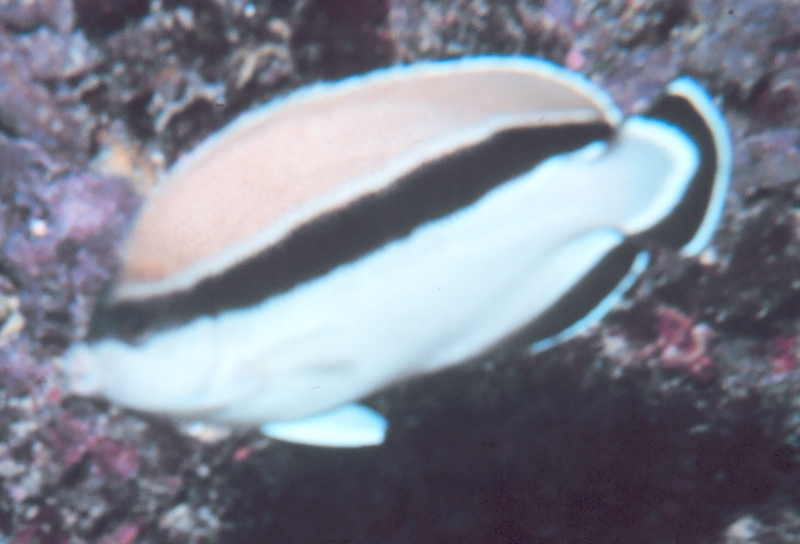